# Westkreischeule
Die Westkreischeule (Megascops kennicottii, Synonym: Otus kennicottii), gelegentlich auch Kennicotti-Kreischeule genannt,	 ist eine Art aus der Familie der Eigentlichen Eulen. Sie kommt in acht Unterarten ausschließlich in Nord- und Zentralamerika vor. Gemeinsam mit der Ostkreischeule kommt sie innerhalb der Gattung der Kreischeulen am weitesten nördlich vor.

## Erscheinungsbild
Mit einer Körpergröße von etwa 23 Zentimetern ist die Westkreischeule innerhalb ihrer Gattung eine mittelgroße Art. Sie kommt in einer grauen und – deutlich seltener – in einer braunen Farbmorphe vor. Sie hat kurze, spitz zulaufende Federohren und einen graubraunen Gesichtsschleier. Die Körperunterseite ist etwas heller als die Oberseite und weist dunkle, breite Längsstreifen sowie einige Querstreifen auf. Die Läufe sind bis zu den Zehen befiedert. Der Schnabel ist schwärzlich.
Verwechslungsmöglichkeiten bestehen unter anderem mit der Ostkreischeule, die allerdings einen grünlichen Schnabel hat und bei der die rotbraune Farbmorphe deutlich häufiger ist. Die Fleckenkreischeule, mit deren Verbreitungsgebiet es in Mexiko Überschneidungen gibt, ist deutlich kleiner.

## Verbreitung und Lebensraum
Das Verbreitungsgebiet der Westkreischeule verläuft westlich der Rocky Mountains von Nord-Kanada und Alaska bis nach Zentral-Mexiko. Die östliche Verbreitungsgrenze steht nicht ganz fest. Möglicherweise überlappt sich im Osten ihr Verbreitungsgebiet mit dem der Ostkreischeule. Im Norden ihres Verbreitungsgebietes ist sie ein Teilzieher, der im Winterhalbjahr weiter nach Süden zieht. Die meisten Westkreischeulen der Population sind jedoch Standvögel.
Ihr Lebensraum sind aride bis semi-humide Waldgebiete. Sie präferiert insbesondere Kiefern-Eichenwälder. Sie kommt auch in Regionen vor, die nur einen lockeren Baumbestand aufweisen, und besiedelt auch Halbwüsten mit großen Kakteen. Sie hat sich auch den menschlichen Siedlungsraum erschlossen und kommt in den Gärten und Parks von Vorstädten vor.

## Lebensweise
Die Westkreischeule ist eine nachtaktive Eulenart. Sie wird normalerweise zwanzig bis dreißig Minuten nach Sonnenuntergang aktiv. Ihr Nahrungsspektrum sind überwiegend Insekten, aber auch kleine Wirbeltiere wie Säuger, Vögel, Frösche und Reptilien. Gelegentlich übertrifft die Beute die Eule in der Körpergröße. Insbesondere im Winter spielen Kleinsäuger eine große Rolle in der Ernährung der Westkreischeule. Während dieser Zeit legt sie auch Nahrungsdepots an.
Die Fortpflanzungszeit beginnt bereits im späten Februar, wenn die Männchen ihren Gesang bei Einbruch der Dämmerung hören lassen. Als Nistgelegenheit werden in der Regel Baumhöhlen gewählt. Das Gelege besteht aus drei bis sieben Eiern. Es brütet allein das Weibchen, das das Brutgeschäft mit der Ablage des ersten Eis aufnimmt. Die Jungen schlüpfen entsprechend asynchron. Sie verlassen das Nest etwa in einem Alter von vier Wochen, werden aber von den Elternvögeln für weitere fünf bis sechs Wochen betreut.

## Unterarten
Es sind neun Unterarten bekannt:
- Megascops kennicottii kennicottii (Elliot, DG, 1867)[6] kommt vom Südosten Alaskas bis in den Nordwesten Kaliforniens vor.
- Megascops kennicottii macfarlanei Brewster, 1891[7] ist vom Südosten British Columbias bis in den Nordosten Kaliforniens und nach Wyoming verbreitet.
- Megascops kennicottii bendirei (Brewster, 1882)[8] kommt vom südlichen zentralen Oregon bis in den Norden Baja Californias vor.
- Megascops kennicottii aikeni Brewster, 1891[9] ist vom Westen Texas westlich bis Colorado, Utah, Nevada und in den Osten Kaliforniens verbreitet.
- Megascops kennicottii cardonensis (Huey, 1926)[10] kommt im Nordosten Baja Californias vor.
- Megascops kennicottii xantusi Brewster, 1902[11] ist im Süden Baja Californias verbreitet.
- Megascops kennicottii yumanensis (Miller, AH & Miller, L, 1951)[12] ist im Südosten Kaliforniens, im Südwesten Arizonas und im Nordwesten Sonoras verbreitet
- Megascops kennicottii vinaceus Brewster, 1888[13] kommt im Süden Sonoras bis Sinaloa vor.
- Megascops kennicottii suttoni (Moore, RT, 1941)[14] ist vom Südwesten Texas (USA) bis auf das zentralmexikanische Plateau verbreitet.